# ロンドン大学衛生熱帯医学大学院
ロンドン大学衛生熱帯医学大学院 (ろんどんだいがくえいせいねったいいがくだいがくいん、英語: London School of Hygiene & Tropical Medicine、LSHTM)は、公衆衛生と感染症を研究するロンドン大学の機関。公衆衛生および感染症研究において、ハーバード大学、ジョンズ・ホプキンズ大学に並ぶ世界的な名門である 。ロンドン大学衛生熱帯医学校とも訳される。

## 概要
1899年にインドのパールシーだったBomanjee Dinshaw Petitからの寄付を受けてパトリック・マンソンによって創立された。創立以来、公衆衛生と感染症研究においては世界最高水準の機関の一つ。US NewsのBest Global Universities RankingsやARWU Rankingにおいて、公衆衛生や社会医学分野で世界第2位、イギリス国内で第1位に君臨する世界屈指の公衆衛生・感染症学の名門である。しかしながら、同校は学部課程のない修士・博士課程のみの高等教育機関であり、その専門性の高さゆえ、QSランキング等には掲載されない 。著名な卒業生として、黄熱ワクチン開発でノーベル生理学・医学賞を受賞したマックス・タイラー、WHO第8代局長テドロス・アダノム・ゲブレイェソスなどが挙げられる。
LSHTMのエンブレムは、紀元前466年に鋳造されたシチリア島のセリヌスのコインに基づく。医神アポロンと、妊婦の守護神アルテミスの兄妹が、馬車より弓を引く姿を表している。背景のナツメヤシは、LSHTMの起源が熱帯医学であることを示すものであるが、同時にアポロン誕生の伝説にまつわる意匠でもある。また、下部にはアスクレピオスの杖が配置されている。

## 学科
- 疫学・集団健康学科（Faculty of Epidemiology and Population Health）
- 感染症・熱帯医学学科（Faculty of Infectious and Tropical Diseases）
- 公衆衛生学科（Faculty of Public Health and Policy）

教授には2008年に第1回野口英世アフリカ賞を受賞したブライアン・グリーンウッドがいる。

## 長崎大学との提携
2015年に創設された、長崎大学熱帯医学グローバルヘルス研究科（長崎大学熱帯医学研究所）は、ロンドン大学衛生熱帯医学大学院とパートナーシップを結んでおり、2名の教授がロンドン大学教員として長崎へ赴任している。

## Takeda Chair in Global Child Health
2019年にLSHTMは、中低所得国での子どもの死亡数を減らすことを目的に武田薬品工業から300万ポンド（約4億円）の寄付を受けて、教授職"Takeda Chair in Global Child Health"を創設した。LSHTMにおいて初の企業の全面的支援による寄付講座教授職となる。